# Valerie Tiberius
Valerie Tiberius   (1950) és professora de Filosofia a la Universitat de Minnesota, on hi és vinculada des de 1998. Ha publicat com dos llibres The Reflective Life: Living Wisely with our Limits i Deliberation about the Good: Justifying What We Value. Molta de la seva feina té una aproximació pràctica, empírica a qüestions filosòfiques, intentant mostrar com aquestes disciplines poden millorar el món.